# Politische Geschichte
Politische Geschichte oder Politikgeschichte ist eine Teildisziplin der Geschichtswissenschaft, die den Staat und die politisch handelnden Personen in den Mittelpunkt ihrer Betrachtung stellt. Teils wurde in der älteren Forschung auch (allerdings eher abwertend) der Begriff Ereignisgeschichte benutzt. In der neueren Forschung ist die politische Geschichte um neue Methoden und Fragestellungen erweitert worden.
In der historistischen Geschichtswissenschaft des 19. Jahrhunderts war die politische Geschichte die vorherrschende Forschungsrichtung. Die Entwicklungen in der Gesellschaft und der Kultur werden dabei meistens eher sekundär berücksichtigt. Handlungen von Staatsmännern und Regierungen, Diplomatie und Internationale Beziehungen, Kriege und Schlachten waren damit die grundlegenden Themen der politischen Geschichte.
Eine Ausnahme bildete zuerst die von Karl Lamprecht ausgehende Konzeption der Kulturgeschichte. Lamprechts Konzeption einer Universalgeschichte, mit seiner Periodisierung nach den Kulturzeitaltern, wird Ende des 19. Jahrhunderts von den wichtigsten deutschen Historikern entschieden bekämpft. Neben methodischen Einwendungen, wie sie im sogenannten Methodenstreit der Geschichtswissenschaft u. a. von Georg von Below, Max Lenz und Felix Rachfahl gemacht werden, ist es die Priorität, die von den „Neorankeanern“ favorisierte Auffassung, dass die politische oder Staatengeschichte gegenüber der Kultur-, Wirtschafts- und Sozialgeschichte den Primat haben müsse.
Im 20. Jahrhundert machten verschiedene Strömungen der klassischen Politikgeschichte ihre Vorrangstellung streitig, darunter die französische Annales-Schule seit den 1930er Jahren, die westdeutsche Strukturgeschichte der 1950er, die Historische Sozialwissenschaft seit den 1970er Jahren und die neue Kulturgeschichte (New Cultural History) seit den 1990ern. Der Begriff „Ereignisgeschichte“ (franz. histoire événementielle) wurde von Historikern der Annales-Schule abwertend benutzt, um sich von der „klassischen“ Geschichtswissenschaft des 19. Jahrhunderts abzusetzen.
In die neuere Forschung sind jedoch verschiedene Aspekte dieser Kritikrichtungen eingeflossen und haben zu einer „Neuen Politikgeschichte“ geführt. In der modernen Geschichtswissenschaft wird die Notwendigkeit der Politikgeschichte kaum mehr bestritten; vielmehr scheint sie wieder, um neue Fragestellungen und Methoden teils erheblich erweitert, Attraktivität zu gewinnen.
In der neueren deutschen Forschung hat die Methodik der sogenannten Kulturgeschichte des Politischen bzw. der Politik großes Interesse erregt und wird intensiv diskutiert. Hierbei werden sowohl das politische Handeln als auch die sozialen und kulturellen Voraussetzungen dafür betrachtet. In diesem Rahmen wird versucht, alle Felder des Politischen zu erfassen, wobei kultur- und sozialgeschichtliche Forschungsansätze rezipiert werden: So wird politisches Handeln auch als soziales Handeln interpretiert und symbolisches Handeln berücksichtigt. Allerdings besteht noch keine Einigkeit hinsichtlich der Definition.